# Ho sposato un mostro venuto dallo spazio
Ho sposato un mostro venuto dallo spazio (I Married a Monster from Outer Space) è un film del 1958 diretto da Gene Fowler Jr..
La pellicola, in bianco e nero, è chiaramente ispirata a precedenti classici del cinema di fantascienza, quali Gli invasori spaziali e L'invasione degli Ultracorpi, ma sviluppa una vicenda simile da un'altra prospettiva, quella dell'istituzione matrimoniale.
Ha avuto un rifacimento nel 1998 con il film tv Ho sposato un alieno (I Married a Monster).

## Trama
Il giorno del suo matrimonio Bill Farrell viene rapito da creature extraterrestri che hanno progettato di sostituirsi agli esseri umani per evitare l'estinzione della propria specie. Bill riappare poco prima della cerimonia e sposatosi va a vivere con la moglie Maggie; ma egli è ora soltanto un duplicato sotto il controllo di uno degli alieni e la stessa sorte toccherà ai suoi amici e ad altri abitanti della cittadina in cui vive. Maggie non tarda ad accorgersi del cambiamento avvenuto in suo marito e una notte, dopo che lo ha seguito nel bosco, assiste all'uscita dal suo corpo dell'entità extraterrestre. La donna torna in città sconvolta e cerca inutilmente di convincere il capo della polizia che suo marito è in realtà un mostro.

## Critica
Collocabile nel filone inaugurato dall'Invasione degli ultracorpi, la storia è raccontata dal punto di vista della donna e, in questo senso, può essere reinterpretata come la sublimazione dell'incubo di una ragazza repressa o insoddisfatta, sullo sfondo della inappagante quotidianità della provincia americana.»
(Fantafilm)